# Anger (Berchtesgadener Land)
Anger este o comună aflată în districtul Berchtesgadener Land, landul Bavaria, Germania.